# Peștera Tecuri
Peștera Tecuri se află într-o arie protejată de interes național situată pe raza Parcului Natural Grădiștea Muncelului-Cioclovina și corespunde categoriei a IV-a IUCN (rezervații naturale de tip speologic), fiind înscrisă la numărul curent 2.500 din lista aprobată prin Legea  nr. 5 din 6 martie 2000. 
Situată pe Valea Pietrosului, comuna Baru, Peștera Tecuri este renumită prin frumusețea formațiunilor stalagmitice, coraliene și microcristalelor, aici aflându-se una din cele mai spectaculoase stalagmite din peșterile României, înaltă de 7 m.
Peștera Tecuri se află pe malul stâng al râului Strei, la o înălțime de 920 de metri , este lungă de aproape 500 m și accesul se face printr-un aven adânc de 12 m. 
La Muzeul Național de Istorie Naturală „Grigore Antipa” este expus in exemplar de Sophrochaeta dacica (ord. Coleoptera, fam. Silphidae), provenit din peștera Tecuri, specie endemică, înscris în lista de bunuri culturale mobile clasate în Patrimoniul Cultural Național. 